# مركبة فضائية بين النجوم

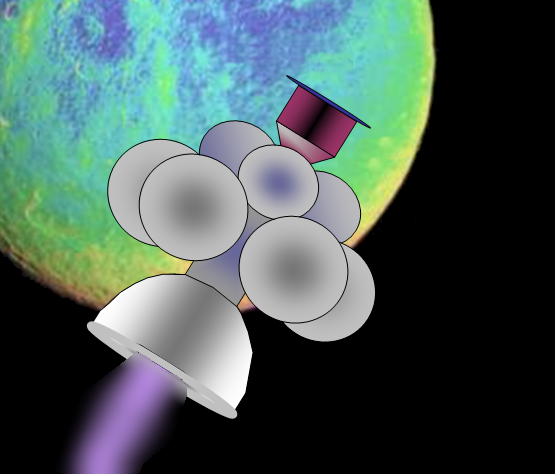
تصميم مشروع داديالوس

مركبة فضائية أو مركبة فضاء أو مركبة فضائية بين النجوم هي مركبة فضائية نظرية مصممة للسفر بين أنظمة الكواكب على عكس مركبة فضائية تم تصميمها للرحلات الفضائية المدارية أو السفر بين الكواكب.

## ابحاث
يتطلب السفر بين النجوم في وقت معقول باستخدام تقنية شبيهة بالصواريخ النفاثة العالية للغاية لسرعة العادم وطاقة هائلة للتشغيل مثل ما يمكن توفيره بواسطة طاقة الانصهار أو المادة المضادة.

## مشاريع
هناك عدد قليل جدا من الدراسات العلمية التي بحثت في بناء مركبة فضائية. بعض الأمثلة على ذلك:
- مشروع اوريون (1958-1965) الفكرة : مركبة فضائية مأهولة بين الكواكب.[6]
- مشروع داديالوس (1973-1978) الفكرة : التحليق بين النجوم بدون طيار.[7]